# Championnat du Brésil de football de deuxième division 1984
Navigation
Serie B 1983 Serie B 1985
La saison 1984 de Série B (nom officiel en portugais Taça CBF 1984) est la septième édition du championnat du Brésil de football de deuxième division, qui constitue le deuxième échelon national du football brésilien. 

## Compétition
Le championnat composé de 32 équipes passe au format coupe avec élimination directe, les équipes se rencontrent deux fois à chaque tour, le vainqueur de la finale se qualifie pour le troisième tour de Série A 1984. 
Le vainqueur est proclamé Champion du Championnat Brésilien de Football Série B 1984, les deux finalistes sont promus en Serie A 1985

### Phase finale
|  | Demi-finales           | Demi-finales           | Demi-finales | Demi-finales |               |               | Finale | Finale | Finale | Finale |
|  |                        |                        |              |              |               |               |        |        |        |        |
|  |                        |                        |              |              |               |               |        |        |        |        |
|  | Inter de Santa Maria   | Inter de Santa Maria   | 0            | 0            |               |               |        |        |        |        |
|  | Inter de Santa Maria   | Inter de Santa Maria   | 0            | 0            |               |               |        |        |        |        |
|  | Clube do Remo          | Clube do Remo          | 0            | 3            |               |               |        |        |        |        |
|  | Clube do Remo          | Clube do Remo          | 0            | 3            | Clube do Remo | Clube do Remo | 0      | 0      |        |        |
|  |                        |                        |              |              | Clube do Remo | Clube do Remo | 0      | 0      |        |        |
|  |                        |                        | Uberlândia   | Uberlândia   | 1             | 0             |        |        |        |        |
|  | Botafogo (João Pessoa) | Botafogo (João Pessoa) | Uberlândia   | Uberlândia   | 1             | 0             | 0      | 0      |        |        |
|  | Botafogo (João Pessoa) | Botafogo (João Pessoa) |              |              |               |               |        | 0      |        |        |
|  | Uberlândia             | Uberlândia             | 4            | 2            |               |               |        |        |        |        |
|  | Uberlândia             | Uberlândia             | 4            | 2            |               |               |        |        |        |        |

Légende des couleurs
- Qualification pour la finale
- Champion de Serie B.

Uberlândia remporte son premier titre de champion de deuxième division brésilienne, le club est promu en première division en compagnie du finaliste, Clube do Remo.
En tant que champion de Serie B, Uberlândia se qualifie également pour le troisième tour de Série A 1984 mais ne parviendra pas à se qualifier pour les quarts de finale.